# Papirus Oxyrhynchus 42
Papirus Oxyrhynchus 42 oznaczany jako P.Oxy.I 42 – rękopis zawierający proklamację  Dioskoridesa napisany w języku greckim. Papirus ten został odkryty przez Bernarda Grenfella i Arthura Hunta w 1897 roku w Oksyrynchos. Rękopis został napisany 18 stycznia 323 roku n.e. Przechowywany jest w Muzeum Brytyjskim (747). Tekst został opublikowany przez Grenfella i Hunta w 1898 roku.
Manuskrypt został napisany na papirusie, na pojedynczej karcie. Rozmiary zachowanego fragmentu wynoszą 27,7 na 20,2 cm. Tekst rękopisu jest pisany kursywą.